# UFO nad Vranovem

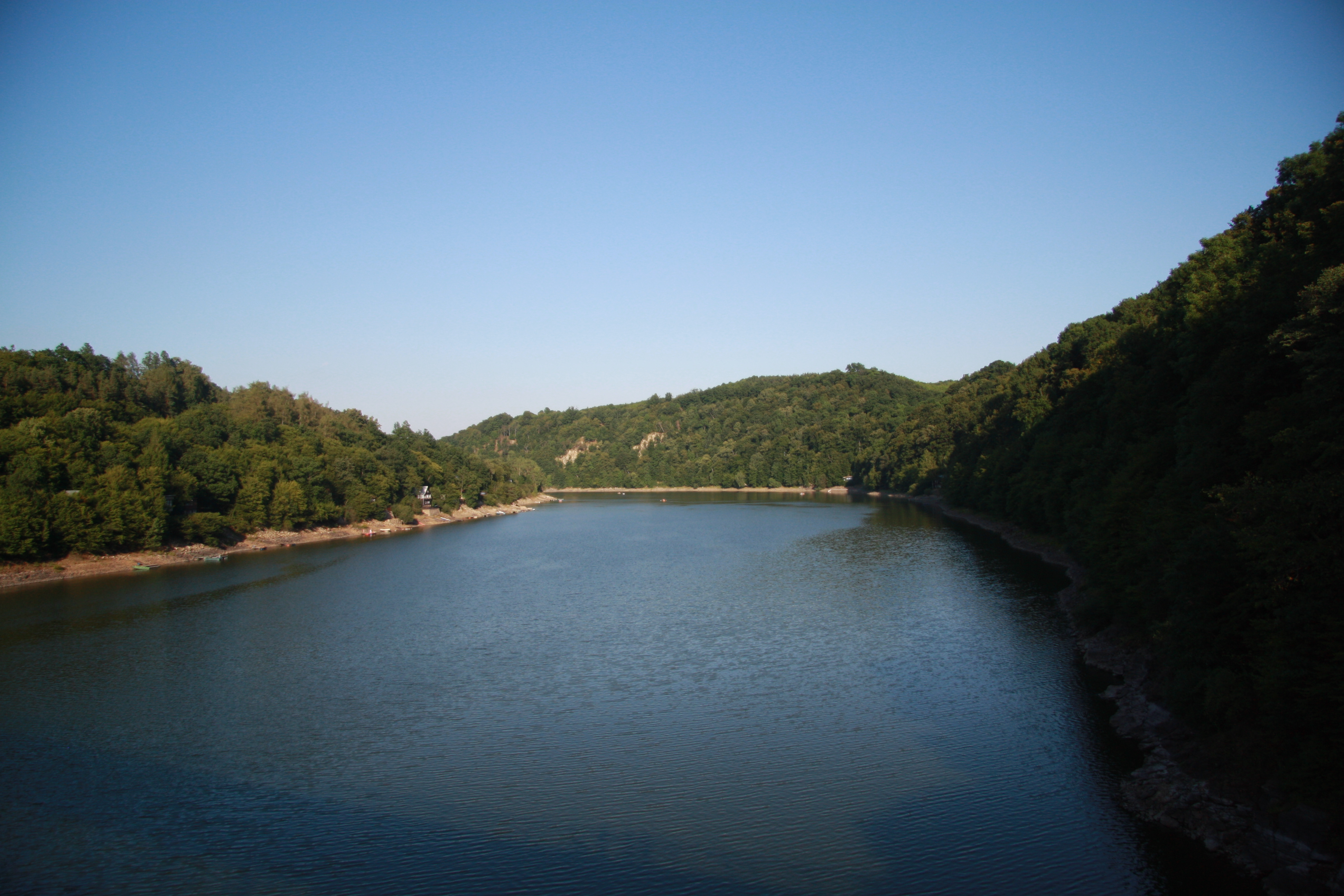
Přehrada Vranov nad Dyjí

UFO nad Vranovem, někdy také nazýváno incident nad Vranovem, je nejznámější a zároveň asi nejvážnější incident pozorování neidentifikovaného létajícího objektu nad českým územím. Tento incident se odehrál 12. července 1987 nad vodní nádrží Vranov, která byla plná návštěvníků. 51. vrtulníkový pluk dostal za příkaz objekt pronásledovat. Nadporučík Jaroslav Špaček zmínil incident v knize Jedenapadesátý aneb historie 51. vrtulníkového pluku vesele i vážně.

## Popis události
Pozorování začalo ve 12 hodin místního času. Osádka vrtulníkového pluku dostala příkaz pronásledovat neznámý objekt. Počasí v den události bylo pro období a podnebí typické, ve výšce nad 1,5 km byly mraky typu cumulus. Objekt, tedy cíl vrtulníkového pluku, se nacházel nejdříve v Rakousku, blízko státních hranic. Piloti si zprvu mysleli, že je naváděcí stanoviště vektoruje na mrak. Po chvíli nad nimi prolétal objekt černé barvy, který měl tvar doutníku. Ze země obdrželi pokyn objekt sestřelit, avšak dle popisu pilotů se stroj choval velmi podivně. Vždy když stroj zaměřili do zaměřovače, okamžitě obratem změnil směr. Střelba nebyla navíc možná také z důvodu, že se nacházeli nad Vranovskou přehradou, která byla plná lidí, tedy rekreantů. Po dvou minutách vizuálního kontaktu objekt zmizel za mrakem. Piloti letěli dále. Nadporučík Jaroslav Špaček tvrdí: „Potom asi nastala nejhorší situace v průběhu celého letu.“ Objekt letěl přímo proti jejich vrtulníku a museli se mu velmi složitě vyhýbat. Vysokou, evidentně nadzvukovou rychlostí se pak objekt, cíl vrtulníkového pluku, přemístil nad Brno, Jaslovské Bohunice a směrem k Bratislavě, kde po chvíli již nebyl vidět na radaru.

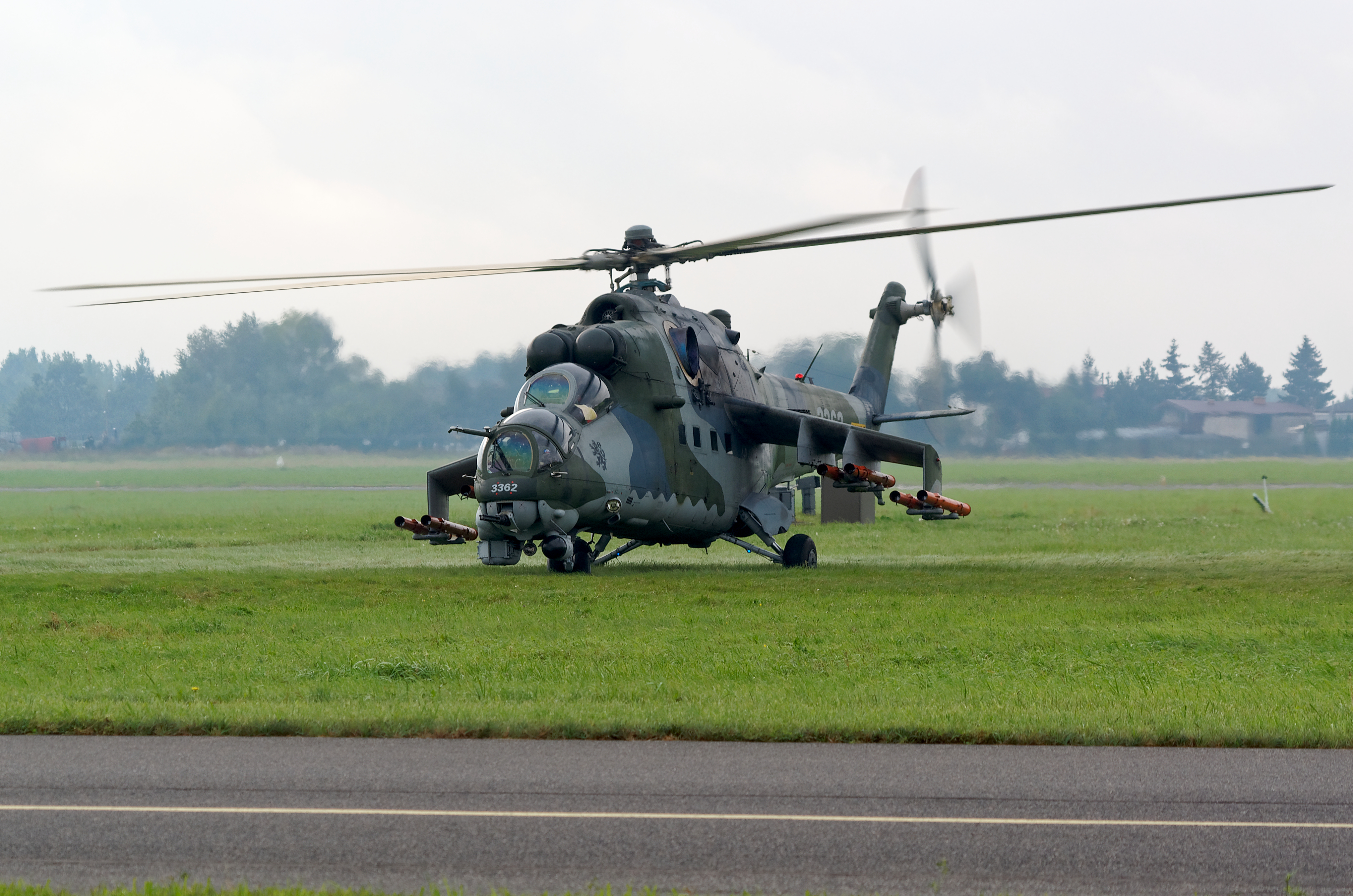
Vrtulník Mi-24 Hind

Po třiceti letech vyplynuly ve vyšetřování tohoto případu nové skutečnosti. Pronásledováním neidentifikovaného létajícího objektu měly být pověřeny dva letouny L-39 Albatros, které vzlétly z brněnského letiště a letoun pronásledovaly směrem k Dukovanům, odkud „UFO“ sledovaly zpět k Brnu a nadále ke slovenským hranicím. Objekt však dosáhl vysoké rychlosti a nad Bratislavou se jim ztratil. Dále pokračoval směrem k Jaslovským Bohunicím a pak dále zpět nad Rakousko. 
Eduard Nový, bývalý člen pohraniční stráže, byl v roce 2018 hostem českého badatele Jaroslava Mareše, kde sdělil, že byl v té době členem PS na hranicích mezi Rakouskem a Československem, a událost sledoval ze země.

## Hypotézy

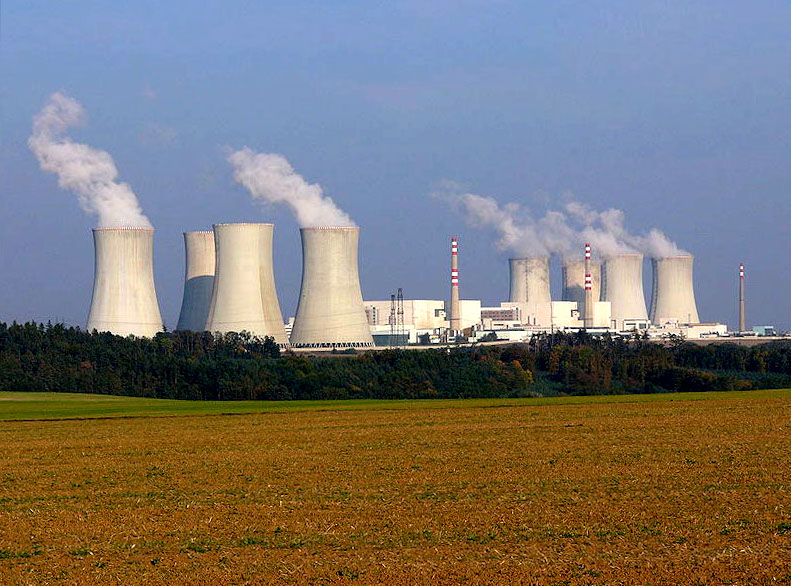
Jaderná elektrárna Dukovany

Dodnes se objevují hypotézy o tom, co se v červenci roku 1987 na obloze nacházelo a s čím se tehdy piloti vrtulníků setkali. Jednou z možných hypotéz bylo, zdali údajný letoun doutníkového tvaru nebyl zaměněn se stíhačkou (např. F-104 Starfighter, F-111 Aardvark aj.). Piloti ale tuto hypotézu rázně odmítli s tím, že – podle jejich mínění – žádný západní letoun by nebyl schopen takovýchto změn rychlostí, směru letu, a především tak dlouhého letu bez tankování, který v době od započetí po ukončení sledování trval okolo 2,5 hodiny.